# Thelasis borneensis
Thelasis borneensis är en orkidéart som beskrevs av Rudolf Schlechter. Thelasis borneensis ingår i släktet Thelasis och familjen orkidéer. Inga underarter finns listade i Catalogue of Life.